# Heavydirtysoul
 (septembre 2019).
Singles de Twenty One Pilots
Heathens
(2016) Jumpsuit
(2018)
Heavydirtysoul est une chanson du duo américain Twenty One Pilots sortie en 2015 mais enregistrée en tant que single le 9 décembre 2016. Le titre est remixé par le duo lui-même dans une collaboration surprise avec MuteMath le 19 décembre 2016.

## Genèse
Le 27 août 2013, la chaîne Youtube du média Rock Sound publie une vidéo de Tyler Joseph (chanteur du groupe) chantant en marchant sur un pont. Les paroles qu'ils chantent ne font alors partie d'aucune musique du groupe. Ce n'est qu'en 2015, lors de la sortie de l'album Blurryface, que ce titre est officiel. Les visionnaires de la vidéo avaient donc pu entendre les paroles de la chanson presque 2 ans avant sa sortie cd.

## Pistes
| 1. | Heavydirtysoul | 3:54 |

| 1. | Heavydirtysoul                | 3:55 |
| 2. | Heavydirtysoul (Instrumental) | 3:54 |
| 3. | Heavydirtysoul (Radio Edit)   | 3:33 |

## Clip vidéo
La première vidéo de la musique est un montage du concert à Vancouver montrant les deux membres du groupe avant le début du show, puis pendant. La vidéo est plus courte que la musique, elle dure 3 minutes 16 et a été publiée sur la chaîne Youtube du groupe le 17 avril 2016.
Début janvier 2017, un compte non affilié au groupe : @Blurryface (néanmoins, Tyler Joseph en est le propriétaire présumé) publie sur Twitter et sur Instagram des indices laissant penser au tournage d'un clip vidéo. Des photos et vidéos du tournage fuitent sur internet, notamment sur Twitter. Une personne sur le lieu du tournage prétendait prendre des vidéos pour les assurances, mais les a publiées par la suite sur le web. Peu après, le compte Instagram officiel du groupe a publié une photo du tournage sans le dire clairement mais cite des paroles de la chanson. 
La vidéo aurait été tournée fin 2016 pendant la pause hivernale de la tournée et montrerait[Quoi ?] une voiture en flamme.
Le clip vidéo est publié le 3 février 2017. Elle dure 4 minutes et 12 secondes. 